# Peyrolles
Peyrolles là một xã của Pháp, nằm ở tỉnh Aude trong vùng Occitanie. Người dân địa phương trong tiếng Pháp gọi là Peyrollais.

## Hành chính
| Danh sách các xã trưởng                |              |             |       |         |
| Giai đoạn                              | Giai đoạn    | Tên         | Đảng  | Tư cách |
|                                        | tháng 3 2001 | Claude Lete | Verts |         |
| Tất cả các dữ liệu trước đây không rõ. |              |             |       |         |

## Thông tin nhân khẩu
| 1962                                         | 1968 | 1975 | 1982 | 1990 | 1999 |
| -------------------------------------------- | ---- | ---- | ---- | ---- | ---- |
| 25                                           | 39   | 38   | 53   | 53   | 57   |
| Số liệu từ năm 1962: Dân số không tính trùng |      |      |      |      |      |